# Turrialba (canton)
Turrialba est un canton (deuxième échelon administratif) costaricien de la province de Cartago au Costa Rica.

## Histoire

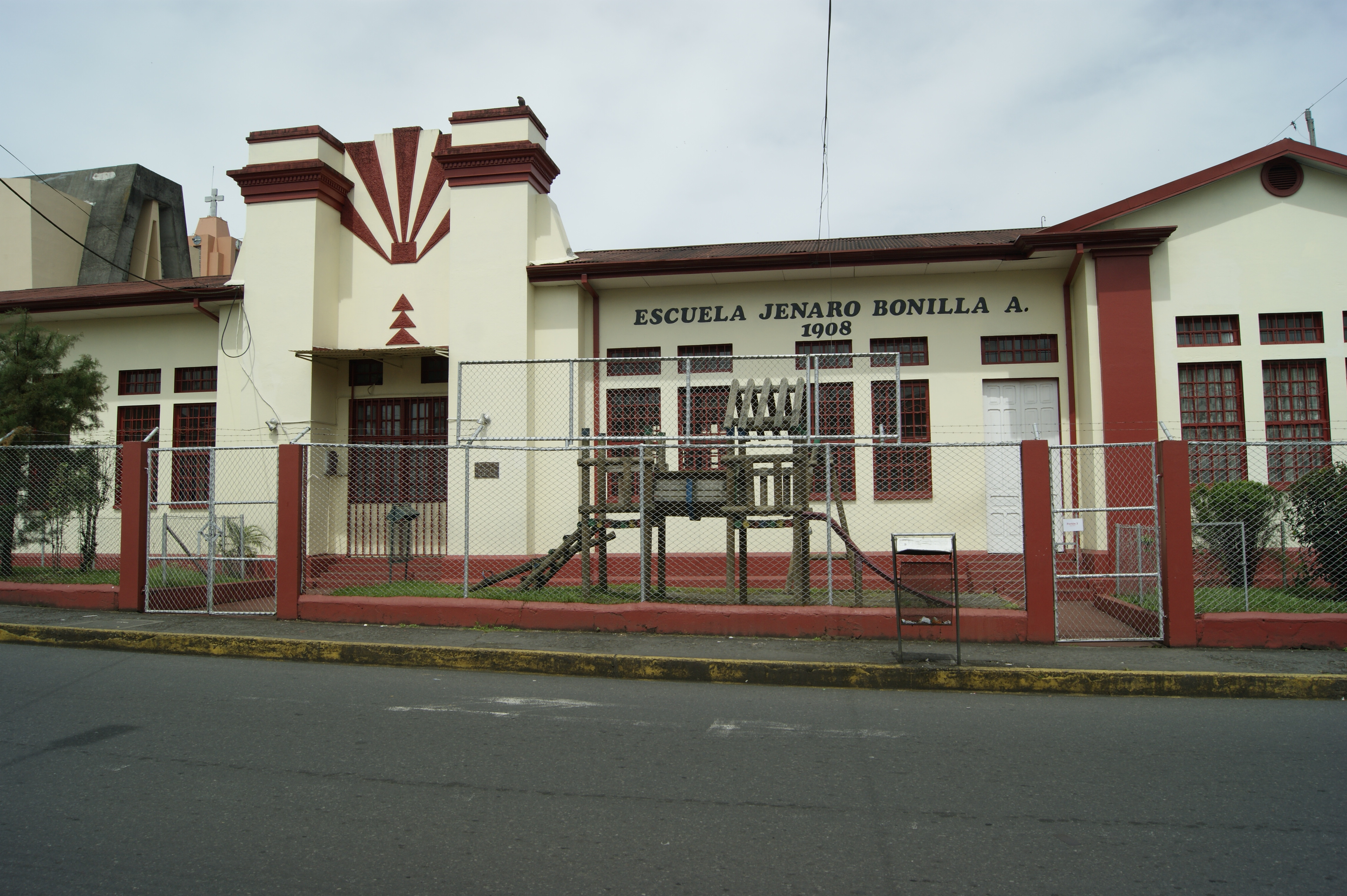
École Jenaro Bonilla de Turrialba

## Géographie

### Districts
- Turrialba
- La Suiza (en)
- Peralta (en)
- Santa Cruz (en)
- Santa Teresita (en)
- Pavones (en)
- Tuis (en)
- Tayutic (en)
- Santa Rosa (en)
- Tres Equis (en)
- La Isabel (en)
- Chirripó (en)